# Generální ředitelství (Evropská unie)
Generální ředitelství (zkratkou GŘ či DG, anglicky Directorate-General, francouzsky Direction générale) je název odborných administrativních jednotek Evropské unie. 
Ve vztahu k Evropské komisi odpovídají generální ředitelství zhruba ministerstvům. Každé z nich přísluší jednomu nebo několika Evropským komisařům, naopak každý z komisařů pracuje s jedním nebo několika ředitelstvími. 
Jako generální ředitelství se označují také nejvyšší odborné administrativní jednotky Evropského parlamentu (resp. jeho generálního sekretariátu) a Rady Evropské unie (resp. jejího generálního sekretariátu).

## Generální ředitelství Evropské komise
Seznam ke aktuální k lednu 2025.
- AGRI – Zemědělství a rozvoj venkova
- BUDGET – Rozpočet
- CLIMA – Opatření v oblasti klimatu
- COMM – Komunikace
- COMP – Hospodářská soutěž
- CONNECT – Komunikační sítě, obsah a technologie
- DPO – Inspektor ochrany údajů Evropské komise
- DEFIS – Obranný průmysl a vesmír
- DIGIT – Digitální služby
- DGT – Překlady
- EAC – Vzdělávání, mládež, sport a kultura
- ECFIN – Hospodářské a finanční věci
- ECHO – Civilní ochrana a humanitární pomoc
- EMPL – Zaměstnanost, sociální věci a sociální začleňování
- ENER – Energie
- ENV – Životní prostředí
- EUROSTAT – Eurostat
- FISMA – Finanční stabilita, finanční služby a unie kapitálových trhů
- GROW – Vnitřní trh, průmysl, podnikání a malé a střední podniky
- HERA – Úřad pro připravenost a reakci na mimořádné situace v oblasti zdraví
- HOME – Migrace a vnitřní věci
- HR – Lidské zdroje a bezpečnost
- IAS – Útvar interního auditu
- IDEA – Inspirace, debata, zapojení a akcelerace opatření
- INTPA – Mezinárodní partnerství
- JRC – Společné výzkumné středisko
- JUST – Spravedlnost a spotřebitelé
- MARE – Námořní záležitosti a rybolov
- MOVE – Mobilita a doprava
- NEAR – Politika sousedství a jednání o rozšíření
- OLAF – Evropský úřad pro boj proti podvodům
- REFORM – Podpora strukturálních reforem
- REGIO – Regionální a městská politika
- RTD – Výzkum a inovace
- SANTE – Zdraví a bezpečnost potravin
- SCIC – Tlumočení
- SG – Generální sekretariát
- SJ – Právní služba
- TAXUD – Daně a celní unie
- TRADE – Obchod

## Generální ředitelství Evropské parlamentu
Seznam ke aktuální k lednu 2025.
- COMM – Komunikace
- EPRS – Parlamentní výzkumná služba
- EXPO – Vnější politika Unie
- FINS – Finance
- PRES – Předsednictví
- INLO – Infrastruktura a logistika
- IPOL – Vnitřní politika Unie
- ITEC – Inovace a technologická podpora
- LINC – Logistika a tlumočení konferencí
- PART – Partnerství v oblasti parlamentní demokracie
- PERS – Personál
- SAFE – Bezpečnost a ochrana
- TRAD – Překlady

## Generální ředitelství Rady Evropské unie
Viz Seznam generálních ředitelství Rady Evropské unie.